# LQ Гидры
LQ Гидры (лат. LQ Hydrae), HD 82558 — одиночная переменная звезда в созвездии Гидры на расстоянии приблизительно 60 световых лет (около 18,3 парсек) от Солнца. Видимая звёздная величина звезды — от +7,86m до +7,79m. Возраст звезды определён как около 50 млн лет.
LQ Гидры — одна из наиболее часто изучаемых очень активных, молодых, быстро вращающихся карликовых звезд позднего типа (K)*.
Открыта В. П. Бидельманом и Вульфом-Дитером Хайнцем в 1981 году**.

## Характеристики
LQ Гидры — оранжевый карлик, вращающаяся переменная звезда типа BY Дракона (BY)* спектрального класса K0V, или K0, или K1Vp, или K1V, или K2V**, или K2, или K3V. Масса — около 0,8 солнечной, радиус — около 0,705 солнечного, светимость — около 0,273 солнечной. Эффективная температура — около 4969 K.

## Планетная система
В 2019 году учёными, анализирующими данные проектов HIPPARCOS и Gaia, у звезды обнаружена планета HIP 46816 b.